# Nueva Andalucía (Marbella)
Pour les articles homonymes, voir Andalucia (homonymie).
Nueva Andalucia est une localité et un district de la commune de Marbella dans la province de Malaga et la communauté autonome d'Andalousie, en Espagne.

## Géographie
Nueva Andalucia se trouve 7 km à l'ouest de Marbella.